# NGC 644
NGC 644 је спирална галаксија у сазвежђу Феникс која се налази на NGC листи објеката дубоког неба.
Деклинација објекта је - 42° 35' 8" а ректасцензија 1h 38m 52,8s. Привидна величина (магнитуда) објекта NGC 644 износи 14,1 а фотографска магнитуда 14,8. Налази се на удаљености од 71,153 милиона парсека од Сунца. NGC 644 је још познат и под ознакама ESO 244-43, MCG -7-4-27, FAIR 706, AM 0136-425, IRAS 01367-4250, PGC 6097.